# Цанава Лаврентій Хомич
Лаврентій Хомич Цанава (до 1938 року — Джанджгава, Джанджава; 9 (22) серпня 1900, село Нахуново Кутаїської губернії, тепер Грузія — 12 жовтня 1955, Москва) — діяч ВЧК — ОГПУ — НКВС СРСР- МГБ, генерал-лейтенант, заступник міністра держбезпеки СРСР в 1951–1952 роках, нарком внутрішніх справ БРСР в 1938–1941 роках. Міністр Державної безпеки БРСР в 1943–1951 роках. Близький друг Л. П. Берії. Один з організаторів сталінських репресій, входив до групи ліквідаторів С. М. Міхоелса. Член Центральної Ревізійної Комісії ВКП(б) у 1939—1952 роках. Депутат Верховної Ради СРСР 1—3-го скликань.

## Ранні роки
Народився в родині бідного селянина. Навчався в гімназії міста Тифліса, в 1919 році покинув навчання, згодом відвідував вечірні загальноосвітні курси.
- З серпня 1920 року — член РКП(б).
- У лютому 1921 організовував у рідному селі повстанські загони.
- З березня 1921 начальник політбюро ЧК Сенакського повіту, з лютого 1922 року — Тіанетського, з травня 1922 року — Телавського і в березні — грудні 1923 року — Борчалинського повітів.
- У 1922 році при партійній реєстрації Цанава був виключений з РКП(б) за звинуваченням у викраденні нареченої. Л. П. Берія 23 червня 1923 звернувся з листом в ЦКК Грузії, заступаючись про відновлення Джанджгава в партії. У 1924 Джанджгава відновлений в РКП(б).

## ЧК-ДПУ
- Січень 1924 — квітень 1925 — заступник начальника карного розшуку адміністративного відділу Тифліського міськвиконкому.
- Квітень 1925 — березень 1926 — начальник політбюро ЧК Потійського повіту.
- Березень 1926 — грудень 1928 року — помічник прокурора Народного комісаріату юстиції Грузинської РСР по Східній Грузії.
- Лютий — травень 1929 року — в ОВ ДПУ 1-ї Грузинської дивізії.
- Травень — червень 1929 року — начальник політбюро ЧК Шорапанського повіту.
- Червень 1929 — грудень 1930 року — начальник Чиатурського районного відділу ДПУ Грузинської РСР.
- З 1932 по лютий 1933 року — начальник 1-го відділення Секретно-політичного відділу ДПУ Грузинської РСР.

## На радянській і партійній роботі
- У лютому—березні 1933 року — заступник уповноваженого Народного комісаріату радгоспів ЗРФСР в Грузії.
- З березня 1933 року — заступник голови правління «Цекавширі» (споживспілки Грузинської РСР).
- 1933 — лютий 1934 року — заступник директора «Лимонтресту».
- 1934 — січень 1935 року — заступник начальника субтропічного управління Народного комісаріату землеробства ЗРФСР.
- Січень — березень 1935 року — заступник керуючого Самтресту, начальник виноградного управління Грузинської РСР.
- Березень 1935 — березень 1937 року — 1-й секретар Потійського міського комітету КП(б) Грузії.
- Березень — липень 1937 року — 1-й секретар Цхакаївського районного комітету КП(б) Грузії.
- 20 липня — жовтень 1937 року — 1-й заступник народного комісара землеробства Грузинської РСР.
- Жовтень 1937 — грудень 1938 року — начальник Колхідбуду Грузинської РСР.
- За деякими даними 1937 року заочно закінчив Одеський педагогічний інститут. Відповідно до особистого листка з обліку кадрів, власноруч заповненого Цановою в 1946 році (зберігається в Національному архіві Республіки Білорусь) на питання про освіту вказано «середню».
- З 21 березня 1939 по 5 жовтня 1952 року — член Центральної Ревізійної Комісії ВКП(б).

## У НКВС, НКДБ
- 17 грудня 1938 Старший майор державної безпеки Л. Ф. Цанава був призначений народним комісаром внутрішніх справ Білоруської РСР.
- 26 лютого — 31 липня 1941 — народний комісар державної безпеки Білоруської РСР.

Був одним з організаторів масового розстрілу ув'язнених — 3870 чоловік (за іншими даними 4465 чоловік) в Західній Білорусі. У ніч з 19 на 20 червня 1941 проводилася четверта за рахунком депортація населення із Західної Білорусі. Виселено 22353 людини.

## Німецько-радянська війна
- Постановою Державного Комітету Оборони СРСР № 57 від 8 липня 1941 комісар держбезпеки 3 рангу Л. Ф. Цанава був призначений уповноваженим ДКО в Смоленській області.
- 19 липня — 21 жовтня 1941 — начальник Особливого відділу НКВС Західного фронту, був важко контужений і поранений.
- 21 жовтня 1941 — 19 квітня 1943 — заступник начальника Управління Особливих відділів НКВС СРСР.
- 10 січня 1942 — 6 березня 1943 року — начальник Особливого відділу НКВС Західного фронту.
- 6 березня — 29 квітня 1943 — начальник Особливого відділу НКВС Центрального фронту.
- 7 травня 1943 — 15 березня 1946 року — народний комісар державної безпеки Білоруської Радянської Соціалістичної Республіки.
- У 1943—1945 роках — заступник начальника Центрального штабу партизанського руху.
- 11 січня — 4 липня 1945 року — Уповноважений НКВС СРСР по 2-му Білоруському фронту.

## Після війни
- 15 березня 1946 — 29 жовтня 1951 — міністр державної безпеки Білоруської Радянської Соціалістичної Республіки
- 29 жовтня 1951 — 14 лютого 1952 — заступник Міністра держбезпеки СРСР.
- 6 листопада 1951 — 15 лютого 1952 — начальник 2-го Головного управління МДБ СРСР.

Згідно Довідці у справі Лаврентія Цанави від 10 жовтня 1955, Цанава особисто брав участь у побитті заарештованих.
15 лютого 1952 звільнений з посади начальника 2-го Головного управління МДБ СРСР та відправлений на пенсію з органів держбезпеки «за серйозні помилки». Ймовірно відразу заарештований і допитаний з метою збору компрометуючої інформації проти свого друга Л. П. Берії в рамках підготовки до зміщення Берії, планованого ще за життя Сталіна.
У червні 1952 року рішенням секретаріату ЦК ВКП(б) був затверджений на посаді начальника Головної інспекції МВС СРСР, але Політбюро ЦК це рішення не затвердив.
За деякими даними Цанава в червні 1952 або після смерті Сталіна був звільнений, фігурував одним з розпорядників на його похороні, а через місяць, 4 квітня 1953 року знову заарештований за наказом Л. П. Берії. Обвинувачений за статтями 58-1 п. «Б» і 58-2 КК РРФСР Л. Х. Цанава перебував у камері 310 Бутирській в'язниці. Серед іншого Цанава був звинувачений у співучасті у вбивстві С. М. Міхоелса.
12 жовтня 1955 р. Л. Х. Цанава помер від серцевого нападу: ніякої медичної допомоги йому не надали.

## Нагороди
- чотири ордени Леніна (26.04.1940, 30.04.1946, 30.12.1948, 12.08.1950)
- п'ять орденів Червоного Прапора (12.04.1942, 20.09.1943, 3.11.1944, 28.10.1948, 1.06.1951)
- Орден Суворова I ст. (15.08.1944)
- два ордени Кутузова I ст. (21.04.1945, 29.05.1945)
- Орден Трудового Червоного Прапора Грузинської РСР (1930)
- Орден Червоного Прапора (Монгольська Народна Республіка) (1942)
- Орден Республіки (Тувинська Народна Республіка) (.04.1942)
- Орден «Хрест Грюнвальда» 3 ступеня (Польща)
- медалі
- Нагрудний знак «Заслужений працівник НКВС» (28.05.1941)